# Neckeropsis persplendida
Neckeropsis persplendida là một loài rêu trong họ Neckeraceae. Loài này được (Müll. Hal.) Broth. ex Sehnem mô tả khoa học đầu tiên năm 1980.